# Economía del idioma español

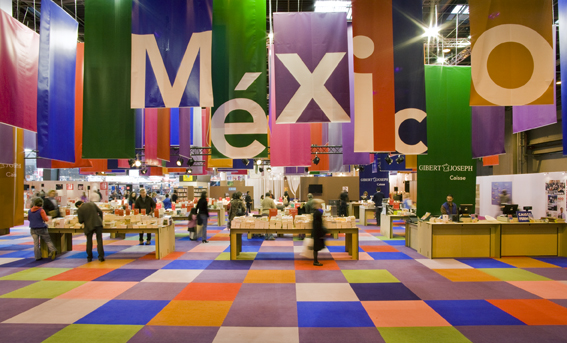
Pabellón de México en la Feria del Libro de París (Francia).

Economía del idioma español se refiere a la medición de la importancia relativa de la lengua española en el conjunto de la economía, mediante la cuantificación de toda actividad productiva o de intercambio económico en el conjunto de los países de habla hispana.

## Influencia del idioma en la economía
Los economistas distinguen, al menos, tres funciones económicas de la lengua: la lengua como mercado; la lengua como soporte de la comunicación y de la creación; y la lengua como idioma para el comercio. Dentro de estas funciones económicas se encuentran, por ejemplo, la producción editorial, el turismo idiomático, el uso científico o su utilización comercial o diplomática.
Se estima que un 15% del producto interior bruto (PIB) de un Estado está vinculado a la lengua.

## Algunas cifras para el idioma español

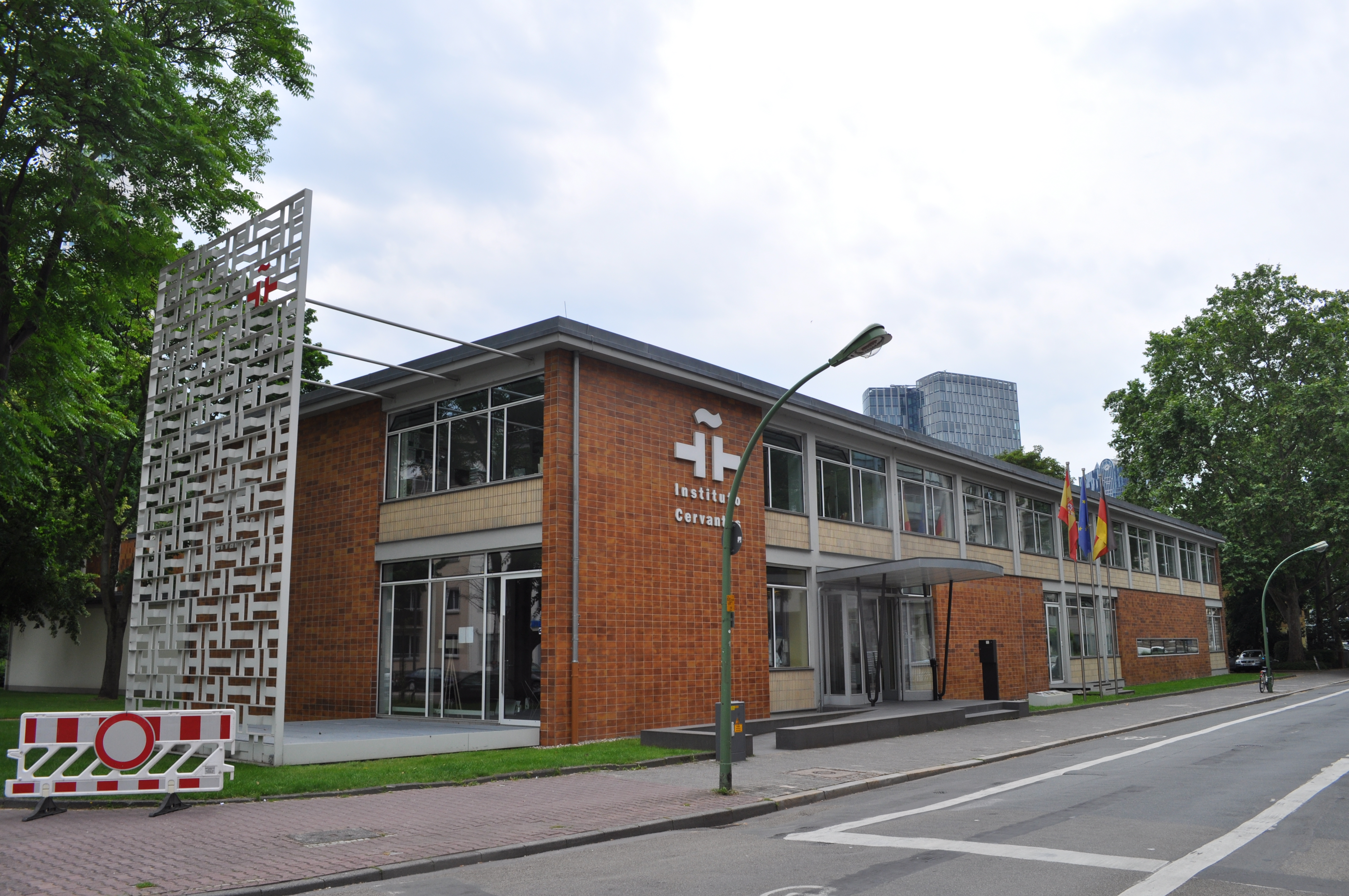
El Instituto Cervantes (en la foto, la sede de Fráncfort, Alemania), organismo de difusión de la lengua española en el mundo

En términos económicos, el PIB del español se situaba en 2006 en los 4,5 billones (millones de millones) de dólares a nivel mundial, de los cuales un 78% se genera en el área geográfica de la Unión Europea y en México, EE. UU. y Canadá. Sólo en España, en el año 2003, el valor de la lengua española en el conjunto de la economía se valoraba en el entorno del 15% del PIB.
Según el informe 2012 El español: una lengua viva del Instituto Cervantes, la lengua española es la segunda del mundo por número de hablantes y el segundo idioma de comunicación internacional. Se calcula que más de 495 millones de personas hablan español en todo el mundo. Aunque no existen datos universales, completos y comparables, se estima que al menos 18 millones de alumnos estudian español como lengua extranjera.
En la actualidad existe la posibilidad de acreditar oficialmente el conocimiento de la lengua española en 110 países, a través de más de 700 centros, que expiden el Diploma de Español como Lengua Extranjera (DELE).
En el caso de España, en el año 2006, la lengua española era un factor fundamental para la recepción de más de 35.000 alumnos universitarios que cursan el programa Erasmus cada año, de manera que se ha convertido en el primer país de destino entre los 32 países que participan en dicho programa.
Se estima que el hecho de compartir el idioma entre los países hispanohablantes aumenta más del 290% el comercio bilateral entre ellos. El hecho de compartir un idioma reduce el coste de las transacciones comerciales, así como la distancia psicológica entre los agentes involucrados. También incrementa el número de convenios de movilidad universitaria.
En lo relativo a Internet, la lengua española es la tercera más usada en la red (el 7,8% de los usuarios), con un incremento superior al 800% en la primera década del siglo XXI.